# Pfarrhaus (Mörgen)

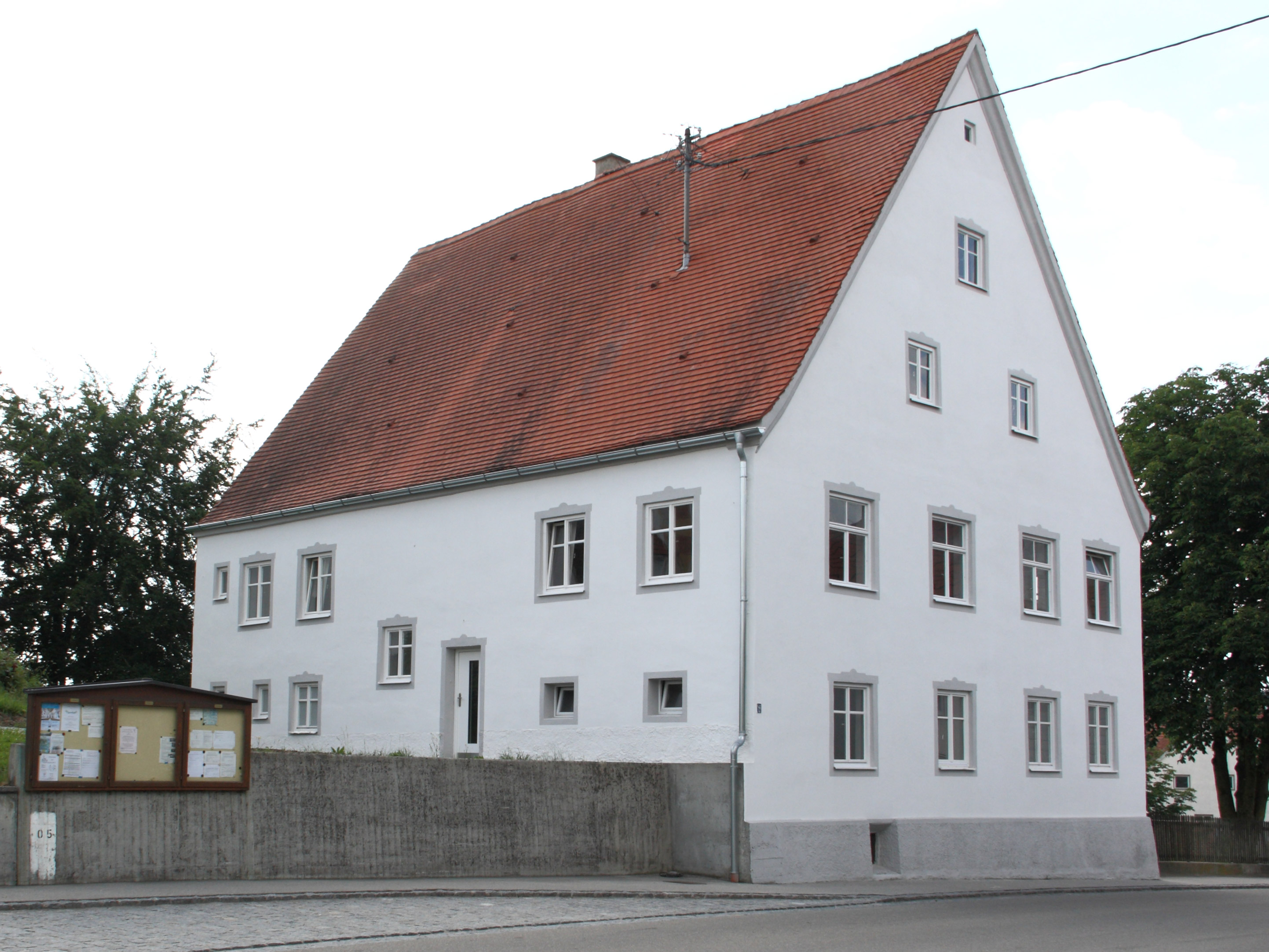
Mörgen Alter-Pfarrhof SO

Das Pfarrhaus in Mörgen, einem Ortsteil der Gemeinde Eppishausen im Landkreis Unterallgäu im bayerischen Regierungsbezirk Schwaben, wurde 1720 errichtet. Das Pfarrhaus steht unter Denkmalschutz. Eine Renovierung des Gebäudes fand 1960 statt.
Der Pfarrer Joseph Günner ließ das Pfarrhaus 1720 aus eigenen Mitteln errichten. Beteiligt am Bau des Pfarrhauses waren unter anderem der Maurermeister Johannes Merk aus Mindelheim, der Zimmermeister Georg Jäger, sowie der Schreiner Anton Ruef aus Haselbach und der Maler Leonhard Priegel aus Pfaffenhausen. Der zweigeschossige Satteldachbau liegt nördlich der Kirche St. Georg und besteht aus fünf zu vier Achsen. Die breitere Mittelachse der nördlichen Längsseite enthält eine Rechtecktür zwischen kleinen ovalen Öffnungen.